# Вечерние Челны (газета)
«Вечерние Челны» — еженедельная городская газета, издававшаяся в городе Набережные Челны Республики Татарстан Российской Федерации с 7 ноября 1996 года по декабрь 2020 года. Учредитель — Общество с ограниченной ответственностью «Газета „Вечерние Челны”».  
На протяжении длительного периода времени являлась одной из самых популярных городских газет. Помимо этого, газета распространялась и была известна в городах Нижнего Прикамья (Елабуга, Нижнекамск, Менделеевск, Альметьевск, Бугульма, Казань). Газета «Вечерние Челны» просуществовала в городе 24 года.	

## Сведения о регистрации
Газета официально зарегистрирована в Министерстве Российской Федерации по делам печати, телерадиовещания и средств массовой коммуникации (сейчас — Федеральная служба по надзору за соблюдением законодательства в сфере массовых коммуникаций и охране культурного наследия). Свидетельство о регистрации ПИ №ТУ16-00478.	

## Основные темы
- новости города Набережные Челны и Республики Татарстан;
- политические обзоры;
- социальные проблемы;
- вопросы бизнеса и финансов;
- интервью с деятелями культуры;
- исторические экскурсы;
- освещение спортивных мероприятий;
- дискуссии, споры, конфликты.

## Награды
Газета «Вечерние Челны» является призером многих городских и республиканских конкурсов, журналистские работы отмечены грамотами и дипломами государственных, муниципальных и общественных структур.

## Сотрудничество
Газета сотрудничает с ведущими республиканскими информационными агентствами, печатными и электронными СМИ республики, пресс-службой городской администрации, пресс-центром Госсовета Республики Татарстан.